# Nakatsu
Nakatsu (jap. 中津市 Nakatsu-shi) – miasto w Japonii, w prefekturze Ōita, w północno-zachodniej części wyspy Kiusiu. Miasto zostało założone 20 kwietnia 1929 roku.

## Geografia
Nakatsu położone jest w północno-zachodniej części prefektury Ōita. Od wschodu miasto graniczy z Usa, a od południowego zachodu z Hita. Nakatsu z zachodu graniczy z prefekturą Fukuoka. Miasto zajmuje powierzchnię 491,17 km², z czego 80% to tereny górzyste. Znajdują się tu szerokie pasy płaskiej ziemi rolnej, która rozpoczyna się u ujścia rzeki Yamakuni i rozciąga się do góry Hiko.

## Turystyka
Nakatsu jest miastem, które powstało wokół zamku Nakatsu. Jest on obecnie dostępny dla zwiedzających. Zmodernizowane wnętrze obejmuje muzeum zbroi samurajskiej i dawnych map. Znajdują się tam również eksponaty i informacje dotyczące rangaku. Słowo to oznacza poznawanie  nauki, medycyny i technologii Zachodu przy pomocy języka holenderskiego w okresie Edo (1641-1853). Zamknięta (sakoku) wówczas dla cudzoziemców Japonia kontaktowała się z Europą jedynie poprzez faktorię holenderską Dejima w pobliżu Nagasaki. Nakatsu było wówczas ważnym ośrodkiem tej wymiany kontaktów.
Zwiedzający mogą również zobaczyć rezydencję Yukichiego Fukuzawy (1835-1901), znaczącej postaci okresu Meiji. Położona jest w pobliżu zamku, w odległości 15 minut spacerem od dworca.
W Nakatsu znajduje się świątynia buddyjska Rakan-ji, wyrzeźbiona w górskich grotach. Jest to jedna z trzech świątyń w Japonii, poświęcona 500 uczniom Buddy (rakan), którzy osiągnęli nirwanę.

## Populacja
Zmiany w populacji Nakatsu w latach 1970–2015:
| Rok  | Populacja |
| ---- | --------- |
| 1970 | 83 262    |
| 1975 | 82 169    |
| 1980 | 85 963    |
| 1985 | 87 736    |
| 1990 | 86 965    |
| 1995 | 86 679    |
| 2000 | 85 617    |
| 2005 | 84 368    |
| 2010 | 84 312    |
| 2015 | 83 967    |

## Galeria

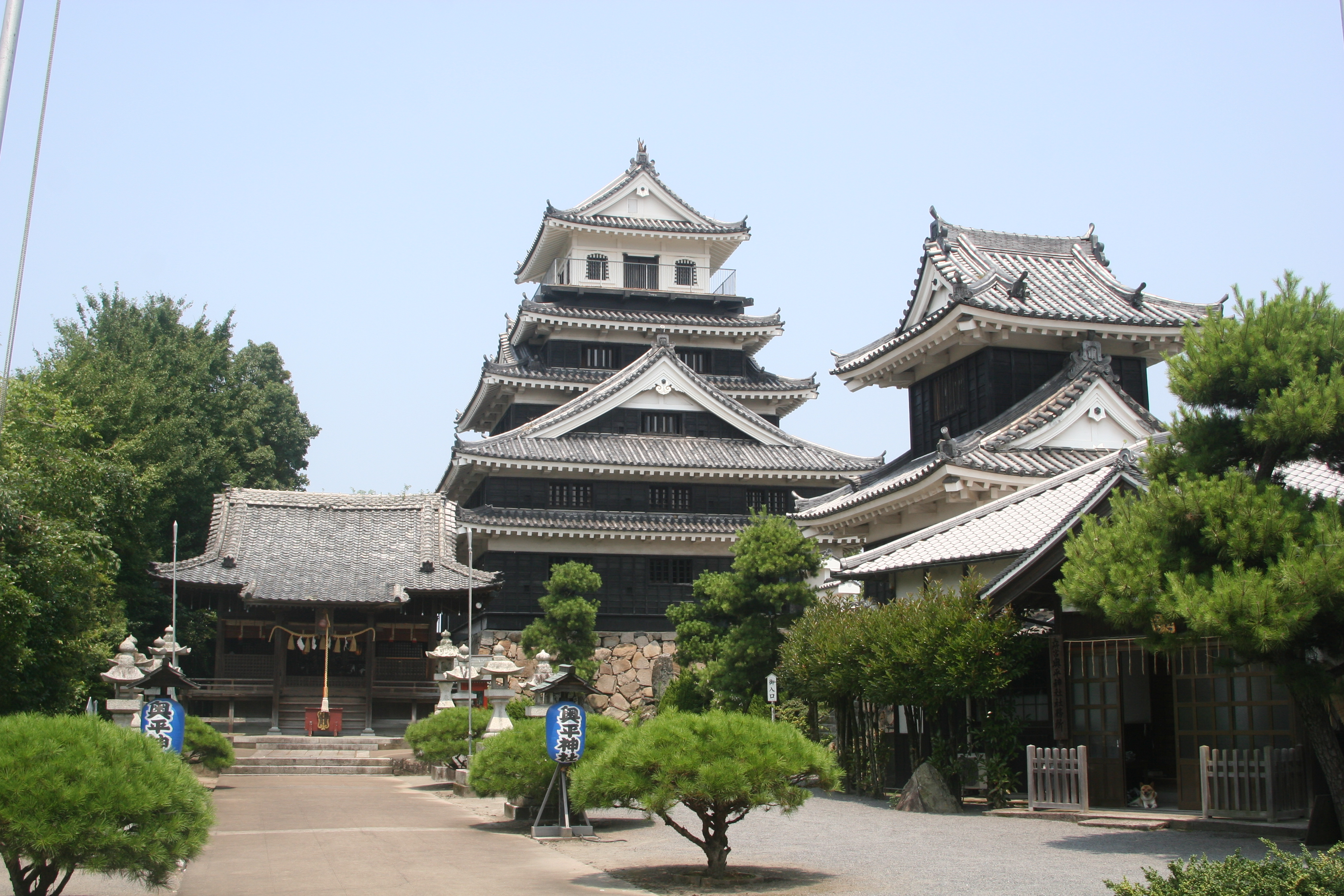
Zamek Nakatsu
Była rezydencja Yukichi Fukuzawy
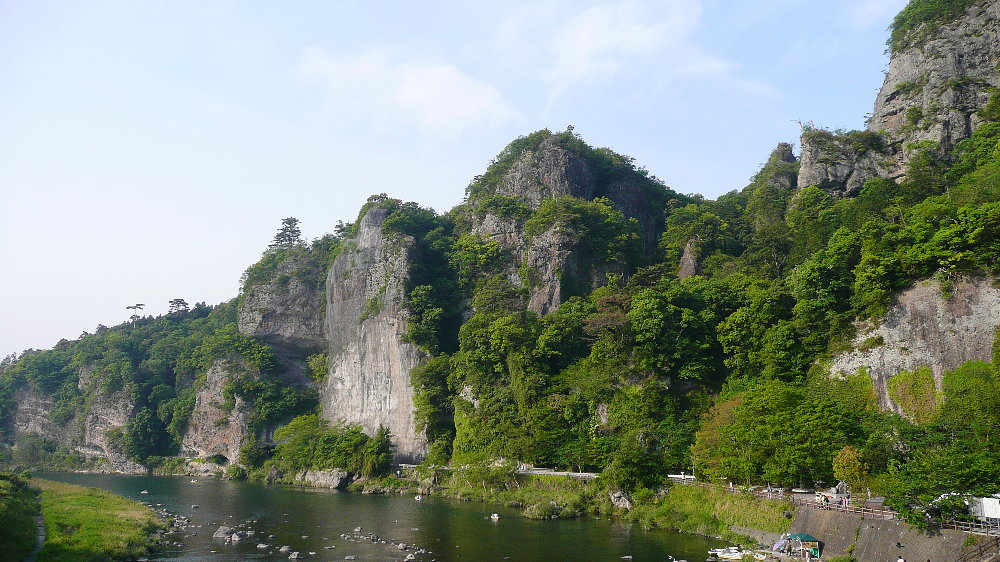
Skała Kyōshū-hō w przełomie Yaba na rzece Yamakuni
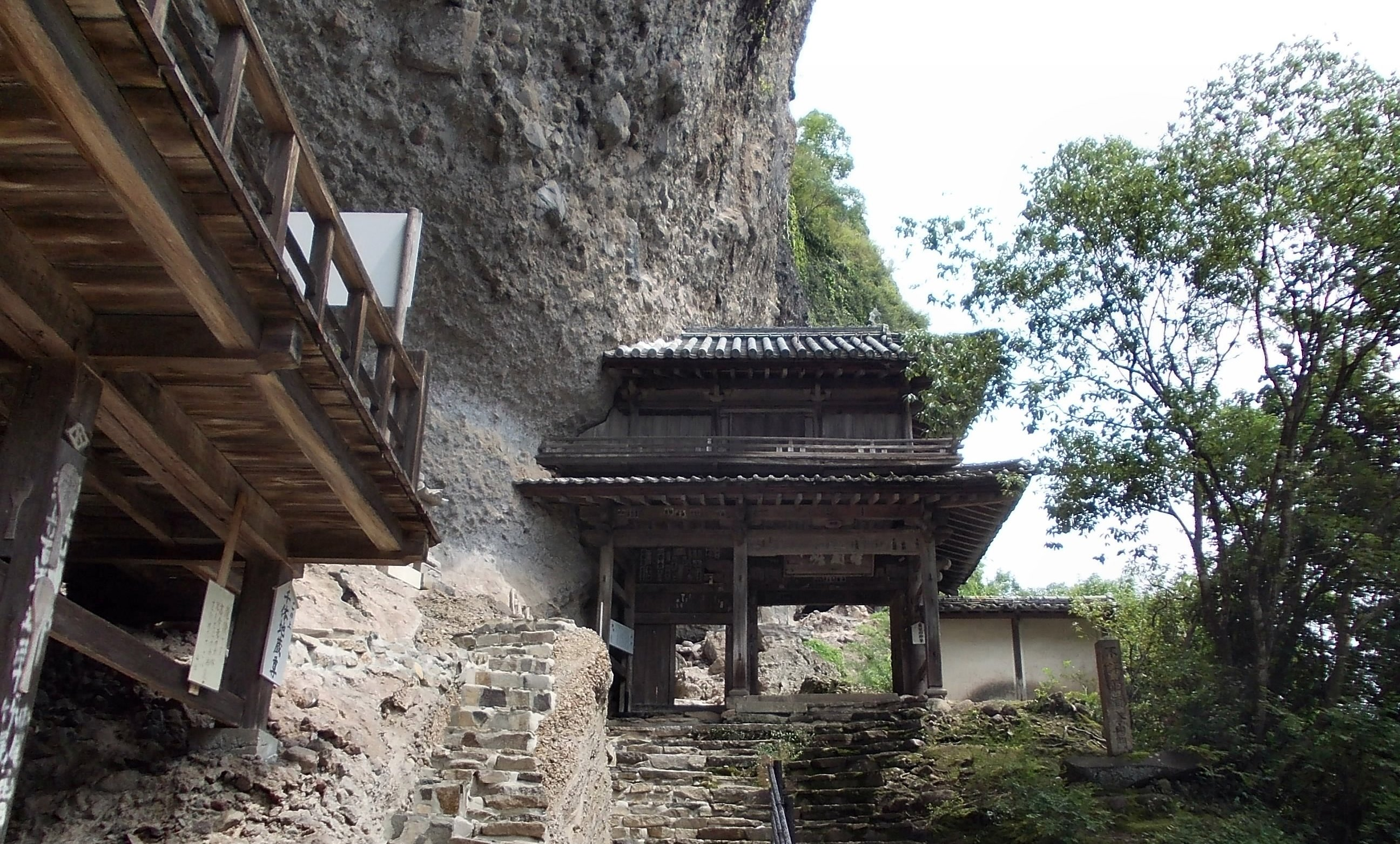
Wejście do świątyni Rakan-ji